# Мельница-Подольская
Ме́льница-Подо́льская (укр. Мельниця-Подільська) — посёлок в Чортковском районе Тернопольской области Украины. Административный центр Мельнице-Подольской поселковой общины.
До 2020 года входил в Борщёвский район.

## Географическое положение
Посёлок городского типа Мельница-Подольская находится на левом берегу реки Днестр, выше по течению примыкает село Худыковцы, ниже по течению на расстоянии в 1,5 км расположено село Ольховец, на противоположном берегу — село Перебыковцы.
Северо-восточнее посёлка берёт начало река Ольховец.
Через посёлок проходит автомобильная дорога Т-2002.

## История
- Впервые упоминается в XI веке под названием Мельница, полностью разрушено монголо-татарами.
- Под названием Мельница-над-Днестром известна с XVII века.

В 1960 году присвоено статус посёлок городского типа.
В январе 1989 года численность населения составляла 3979 человек.
По состоянию на 1 января 2013 года численность населения составляла 3700 человек.

## Экономика
- Фабрика «Свитанок».
- ЧП «Агро Прогресc».
- Плодоовощной консервный завод.

## Объекты социальной сферы
- Школа.
- Музыкальная школа.
- Детский сад.
- Дом культуры.
- Больница.

## Достопримечательности
- Братская могила советских воинов.